# Ипрониазид
Ипрониазид (Iproniazid, действующее вещество: 1-изоникотиноил-2-изопропилгидразин, торговое наименование: «Ипразид») — лекарственное средство из группы антидепрессантов, неселективный ингибитор моноаминоксидазы. Обладает выраженным гепатотоксическим действием.
В России и Италии изъят из оборота в связи с неблагоприятным соотношением риск-польза и одновременным недостатком существенных доказательств его эффективности.

## Общие сведения
Внешний вид бесцветн. игольчатые кристаллы
Брутто-формула (система Хилла): C9H13N3O
Молекулярная масса (в а.е.м.): 179,23
Температура плавления (в °C): 113
Растворимость (в г/100 г растворителя или характеристика):
- бензол: плохо растворим
- вода: легко растворим
- диэтиловый эфир: плохо растворим
- этанол: легко растворим

Вкус, запах, гигроскопичность: запах: без запаха